# Juncus sonderianus
Juncus sonderianus är en tågväxtart som beskrevs av Franz Georg Philipp Buchenau. Juncus sonderianus ingår i släktet tåg, och familjen tågväxter. Inga underarter finns listade i Catalogue of Life.